# Ostha hyriaria
Ostha hyriaria là một loài bướm đêm trong họ Noctuidae.